# Усть-Луковский сельсовет
Усть-Луковский сельсовет — сельское поселение в Ордынском районе Новосибирской области Российской Федерации.
Административный центр — село Усть-Луковка.

## История
Статус и границы сельского поселения установлены Законом Новосибирской области от 2 июня 2004 года № 200-ОЗ «О статусе и границах муниципальных образований Новосибирской области»

## Население
| 2002  | 2010  | 2012  | 2013  | 2014  | 2015  | 2016  |
| ----- | ----- | ----- | ----- | ----- | ----- | ----- |
| 1279  | ↘1164 | ↗1211 | ↗1221 | ↘1191 | ↘1169 | ↘1154 |
| 2017  | 2018  | 2019  | 2020  | 2021  |       |       |
| ↗1170 | ↗1176 | ↘1161 | ↘1155 | ↘1148 |       |       |

## Состав сельского поселения
| № | Населённый пункт | Тип населённого пункта       | Население |
| - | ---------------- | ---------------------------- | --------- |
| 1 | Сушиха           | деревня                      | ↗359      |
| 2 | Усть-Луковка     | село, административный центр | ↘805      |